# Нюняев, Иван Валерьевич
Иван Валерьевич Нюняев (род. 14 апреля 1986, Довольное, Новосибирская область) — российский биатлонист, чемпион и призёр чемпионата России по биатлону, призёр чемпионата России по летнему биатлону. Мастер спорта России.

## Биография
Представлял Новосибирскую область, позднее — Мордовию. Первый тренер — В. С. Екимуков, также тренировался под руководством Л. П. Путятиной.
Чемпион и призёр первенства России среди спортсменов до 27 лет.
На взрослом уровне завоевал золотые медали чемпионата России в 2010 году в гонке патрулей. Также был серебряным призёром в 2012 году в гонке патрулей и в 2013 году в командной гонке. На чемпионате страны по летнему биатлону становился серебряным призёром в 2012 году в эстафете. Побеждал на этапах Кубка России.
В составе резервной сборной России принял участие в одной гонке Кубка IBU — в сезоне 2010/11 на этапе в Бейтостолене, занял 26-е место в спринте.
В 2013 году был дисквалифицирован на два года за употребление допинга. После этого завершил спортивную карьеру.
Окончил Новосибирский государственный педагогический университет (2009)